# Bibliographie sur la notion de territoire
 (novembre 2014).
Cette bibliographie contient des ouvrages relatifs aux territoires.

## Liste d'ouvrages
DRIS Nassima (dir.), 2007, Territoire et territorialité. Regards pluridisciplinaires, L'Harmattan.
AGNEW J., 2000, “Territory” in The Dictionary of Human Geography, RJ. Johnston et al. (eds.), Oxford : Blackwell.
AGNEW J., 1999, “Mapping political power beyond state boundaries: territory, identity and movement in world politics”, Millennium: Journal of International Studies 28, 499-521.
AGNEW J., 1994, “The Territorial Trap : the Geographical Assumptions of International Relations Theory”, Review of International Political Economy 1(1), 53-80.
ALLIES P., 1980, L’invention du territoire, Grenoble : PUG.
ALPHANDERY P. & BERGUES M., 2004, “Territoires en questions: pratiques des lieux, usages d’un mot”, Ethnologie française XXXIV(1), 5-12.
ANDERSON J. 1996. “The shifting stage of politics: new medieval and postmodern territorialities?”, Environment and Planning D: Society and Space 14, 133-153.
ANTHEAUME B. & GIRAUT F. (eds.), 2005, Le territoire est mort, Vive les territoires!, Paris : IRD Éditions.
APPADURAI A., 2003, “Sovereignty without territoriality: Notes for a postnational geography” in The Anthropology of Space and PlaceLocating Culture, S.M. Low & D. Lawrence-Zúñiga (eds.), Oxford: Blackwell, 337-350.
ARDREY R., 1966, The territorial imperative, New York: Atheneum Press.
BADIE B., 1995, La fin du territoire, Paris : Fayard.
BARREL Y., 1986, “Le social et ses territoires” in Espaces, jeux et enjeux, R. Brunet & F.Auriac (eds.), Paris : Fayard-Diderot, p. 131-139.
BATAILLON C. PREVOT-SCHAPIRA M-F., Élisée Reclus : lecture(s) du territoire de l’État-nation mexicain, Hérodote 2005- 2 (no 117)|  (ISBN 2-7071-4614-5), page 105 à 122.
Ben ARROUS M. & KI-ZERBO L., 2006, African studies in Geography from below, Dakar : Codesria.
BONNEMAISON J., 1996, Gens de piroque et gens de la terre, Paris: Ed de l’ORSTOM.
BOURRET C., 2008, Éléments pour une approche de l’intelligence territoriale comme synergie de projets locaux pour développer une identité collective, Projectics / Proyéctica / Projectique, 2008/1, p. 79-92. En ligne : http://www.cairn.info/load_pdf.php?ID_ARTICLE=PROJ_000_0079
BOURRET C., LACOUR S., 2008, “Application of territorial intelligence focused on the cultural heritage and of the reaffirmation of territorial entities:”pays” in France. The case of Couserans (Ariège-Pyrenees)”. in: Acts of International Conference of Territorial Intelligence, HUELVA (Spain), 24-27 October 2007. En ligne : http://www.territorial-intelligence.eu/index.php/huelva07/Bourret
BRENNER N., 2004, New State Spaces, Urban Governance and the Rescaling of Statehood, Oxford: Oxford University Press.
BRUNET R., 2004, Le développement des territoires. Formes, lois, aménagement, La Tour d’Aigues : Ed. de l’Aube.
BRUNET R., 1990, Le Territoire dans les turbulences, Montpellier : Reclus.
BUSSI M. & BADARIOTTI D., 2004, Pour une nouvelle géographie du politique: territoire, démocratie, élections, Paris : Anthropos.
BUSSI M., 2006, “L’identité territoriale est-elle indispensable à la démocratie ?”, L’Espace géographique 35(4), 334-339.
CHEVAILLER JC., SIGNORET P., 2008 : « Les territoires de projet en Franche-Comté, visite au cœur des relations entre acteurs locaux », in Images de Franche-Comté no 38 de décembre 2008, p. 14-17, AFCEFC, Besançon, disponible en ligne sur : http://cddthema.univ-fcomte.fr/GEIDEFile/IFC38_art04.pdf?Archive=191416891969&File=IFC38+art04_pdf
CHIVALLON C., 1999, “Fin des territoires ou nécessité d’une conceptualisation autre ?”, Géographie et Culture 31, 127-138.
COX K., 2005, “La structure territoriale de l’Etat : quelques réflexions critiques” in Le territoire est mort, Vive les territoires !, B. Antheaume & F. Giraut (eds.), Paris : IRD Éditions, 159-173.
COX K., 2002, Political Geography : Territory, State, and Society, Oxford: Blackwell.
COX K., 2001, “Territoriality, politics and the ’urban’ ”, Political Geography 20, 745-762.
COX K. (ed.), 1997, Spaces of Globalization : Reasserting the Power of the Local, New York: Guilford Press.
COX K., 1991, “Redefining 'territory' ", Political geography quarterly 10(1), 5-7.
DAVEZIES L., 2008, La République et ses territoires : La circulation invisible des richesses, Paris : Seuil.
DEBARBIEUX B., 2003, “Territoire” in Dictionnaire de la géographie et de l’espace des sociétés, J. Lévy & M. Lussault (eds.), Paris : Belin, 910-912.
DEBARBIEUX B., 1999, “Le territoire : Histoires en deux langues. A bilingual (hist-)story of territory ” in Discours scientifique et contextes culturels. Géographies françaises à l’épreuve postmoderne, C. Chivallon et alii (dirs.), Bordeaux : Maison des Sciences de l’homme d’Aquitaine, 33-46.
DEBARBIEUX B. & VANIER M., 2002, Ces territorialités qui se dessinent, La Tour d’Aigues : Éd. de l’Aube / DATAR.
DEBERNARDY M. & DEBARBIEUX B. (eds.), 2003, Le territoire en sciences sociales, approches interdisciplinaires, Grenoble : Éditions de la Maison des Sciences de l’Homme.
DELANEY D., 2005, Territory: A short introduction, Oxford: Blackwell.
DI MEO G., 1998, Géographie sociale et territoires, Paris : Nathan.
DI MEO G., 1996, Les territoires du quotidien, Paris : L’Harmattan.
DIJKINK G. & KNIPPENBERG H. (eds.), 2001, The territorial factor: political geography in a globalising world, Amsterdam: Vossiuspers UvA.
DOUILLET A.-C. & FAURE A. (eds.), 2005, L’action publique et la question territoriale, Grenoble : PUG.
DUBRESSON A. & JAGLIN S., 2005, “Gouvernance, régulation et territorialisations des espaces urbanisés” in Le territoire est mort, Vive les territoires !, B. Antheaume & F. Giraut (eds.), Paris : IRD Éditions, 337-352.
DUMAS P., GARDERE J.-P., BERTACCHINI Y., 2008: “Contribution of socio-technical systems theory concepts to a framework of Territorial Intelligence”. in: Acts of International Conference of Territorial Intelligence, HUELVA (Spain), 24-27 October 2007. En ligne : http://www.territorial-intelligence.eu/index.php/huelva07/Dumas
ELDEN S., 2005, “Missing the point: globalization, deterritorialization and the space of the world”, Transactions of the Institute of British Geographers 30, 8-19.
ELDEN S., 2007, “Governmentality, calculation, territory”, Environment and Planning D: Society and Space 25, 562-580.
ELISSALDE B., 2002, “Une géographie des territoires”, L’information géographique 3, 193-205.
ESTEBE P., 2008, Gouverner la ville mobile, Paris : PUF.
FALL J., 2007, “Lost geographers: power games and the circulation of ideas within Francophone political geographies”, Progress in Human Geography 31(2), 195-216.
FOUCAULT M., 2004, Sécurité, territoire, population : Cours au Collège de France (1977-1978), Paris : Ed M. Sennellart (Gallimard).
GERARD-VARET L.-A. & PAUL T., 1998, "La multicarte des territoires" in La dynamique des territoires, PROJET 254, 39-48.
GERBAUX F. & GIRAUT F. (eds.), 2000, L'innovation territoriale. Références, formes et enjeux, Revue de Géographie Alpine nº 1.
GERVAIS-LAMBONY P., 2003, Territoires citadins, 4 villes africaines, Paris : Belin.
GHORRA-GOBIN C. & VELUT S. (eds.), 2006, Public-privé : enjeu de la régulation des territoires locaux, Geocarrefour 81(2). http://geocarrefour.revues.org/index297.html
GILBERT A., 1988, “The new regional geography in English and French-speaking countries”, Progress in Human Geography 12, 208-228.
GIRAUT F., 2008, “Conceptualiser le Territoire”, in Dossier Construire les territoires, Historiens et géographes 403, p. 57-68.
GIRAUT F. & ANTHEAUME B., 2005, “Au nom du développement, la (re)fabrication des territoires” in Le territoire est mort, Vive les territoires !, B. Antheaume & F. Giraut (eds.), Paris : IRD Éditions, 9-36.
http://iga.ujf-grenoble.fr/territoires/actualites/PDF/Territoire%20intro%20table.pdf
GIRAUT F. & VANIER M., 1999, “Plaidoyer pour la complexité territoriale" in Utopie pour le territoire : cohérence ou complexité ?, F. Gerbaux (ed.), La Tour d'Aigues : Ed. de l'Aube, 143-172.
GOTTMANN J., 1973, The significance of Territory, Charlottesville: University Press of Virginia.
GRASLAND C., 1997, Contribution à l’analyse géographique des maillages territoriaux, HDR, Université Paris 1.
GUILLOT G., 2007, "Implantations musicales : nouveaux territoires ? nouvelles modalités ? Brésil et Bretagne à Bordeaux " Colloque MIRCTA/CNRS (UMR Ades, en ligne : http://www.gerald-guillot.fr/cv/docs/Implantations%20musicales%20-%20Br%E9sil%20et%20Bretagne%20%E0%20Bordeaux.pdf
GUMUCHIAN H., GRASSET E., LAJARGE R. & ROUX E., 2003, Les acteurs, ces oubliés du territoire, Paris : Anthropos.
HANCOCK C., 2004, “L’idéologie du territoire en géographie : incursions féminines dans une discipline masculiniste” in C. Bard (dir.), Le genre des territoires : masculin, féminin, neutre, Angers : PUA, 167-176.
HOYAUX A.F., 2006, “Pragmatique phénoménologique des constructions territoriales et idéologiques dans les discours d’habitants », L’Espace géographique 3, 271-285.
HUSSY C. (ed.), 2002, La territorialité, une théorie à construire. En hommage à Claude Raffestin, Cahiers Géographiques (Université de Genève) 4.
JOLIVET M.-J. (ed.), 2000, Logiques identitaires, logiques territoriales, Autrepart 14.
JOLIVEAU T. & AMZERT M. (eds.), 2001, Les territoires de la participation, Géocarrefour 76(3).
JOHNSTON R., 2001, “Out of the 'moribund backwater' : territory and territoriality in political geography”, Political Geography 20, 677-693.
JOHNSTON R., 2005, “On States and Territories”, The Arab World Geographer/Le Géographe du monde arabe 8(3), 161-163.
LEVY J., 1993, “A-t-on encore (vraiment) besoin du territoire ?” in Les apories du territoire. Espaces, couper/coller, EspacesTemps Les cahiers 51/52, 102-142.
LEVY J., 2003, “Territoire” in Dictionnaire de la géographie et de l’espace des sociétés, J. Lévy & M. Lussault (eds.), Paris : Belin, 907-910.
LUSSAULT M., 2007, L’homme spatial. La construction sociale de l’espace humain, Paris: Le Seuil.
MACLEOD G. & JONES M., 2007, “Territorial, Scalar, Networked, Connected: In What Sense a 'Regional World'? ”, Regional Studies 41(9), 1177 - 1191
MARIE M. (avec la collaboration de C. TAMISIER), 1982, Un territoire sans nom. Pour une approche des sociétés locales, Paris : Librairie des Méridiens.
MERCIER G. (ed.), 2004, Les territoires de la mondialisation, Montréal : Presses de l’Université Laval.
MOINE A., 2007, LE TERRITOIRE, Comment observer un système complexe ?, Paris, L'Harmattan, 178 p. 
MOINE A., 2006, “Le territoire comme un système complexe : un concept opératoire pour l’aménagement et la géographie”, L’Espace géographique 35(2), 115-132
MORGAN K., 2004, “The exaggerated death of geography : learning proximity and territorial innovation systems”, Journal of Economic Geography 4, 3-21.
MUSSO P., 2007, “Critique de la notion de territoires numériques” in Territoires, Territorialité, Territorialisation : et après ?, Vanier M. et alii (eds.) Actes des entretiens de la Cité des territoires, Université Joseph Fourier, Grenoble 7 et 8 juin.
NEWMAN D. (ed.) 1999, Boundaries, territory and postmodernity. London: Frank Cass.
OFFNER J.-M. & PUMAIN D. (eds.), 1996, Réseaux et territoires; significations croisées, La Tour d’Aigues: Ed de l’Aube.
OFFNER J.-M., 2000, “ ‘Territorial Deregulation’: Local Authorities at Risk from Technical Networks”, International Journal of Urban and Regional Research 24(1), 165-182.
OFFNER J.-M., 2006, “Les territoires de l’action publique locale”, Revue française de science politique 56(1), 27-47.
OHMAE K., 1995, The End of the Nation-State: The Rise of Regional Economies, New York: The Free Press. (1996 Dunod pour l’ed. Française)
ÓTUATHAIL G., 1998, “Political Geography III: Dealing with Deterritorialization”, Progress in Human Geography 22: 81-93.
OZOUF-MARINIER M.-V., 2007, « Le territoire, la géographie et les sciences sociales. Aperçus historiques et épistémologiques” in Territoires, Territorialité, Territorialisation : et après ?, Vanier M. et alii (eds.) Actes des entretiens de la Cité des territoires, Université Joseph Fourier, Grenoble 7 et 8 juin.
PAASI A., 2003, “Territory” in A companion to political Geography, J. Agnew, K. Mitchell & G. Toal (eds.), Oxford: Blackwell, 109-121.
PAINTER J., 2007, “Territory and network : a false dichotomy ? ” in Territoires, Territorialité, Territorialisation : et après ?, Vanier M. et alii (eds.) Actes des entretiens de la Cité des territoires, Université Joseph Fourier, Grenoble 7 et 8 juin.
PECQUEUR B., 2005, “Le développement territorial : une nouvelle approche des processus de développement pour les économies du Sud” in Le territoire est mort, Vive les territoires !, B. Antheaume & F. Giraut (eds.), Paris : IRD Éditions, 295-316.
PENROSE J., 2002, “Nations, states and homelands: territory and territoriality in nationalist thought”, Nations and Nationalism 8(3), 277-297.
POURTIER R., 2005, “Les âges de la territorialité” in Le territoire est mort, Vive les territoires !, B. Antheaume & F. Giraut (eds.), Paris : IRD Éditions, 39-46.
PUGH J., HEWETT C. & CHANDLER D. (eds.), 2007, “Debating (de)territorial governance”, Area 39(1), 107-119.
RAFFESTIN C., 1980, Pour une géographie du pouvoir, Paris : LITEC.
RAFFESTIN C., 1986, “Ecogenèse territoriale et territorialité” in F. Auriac & R. Brunet (eds.), Espaces, jeux et enjeux, Paris : Fayard, 173-185. En ligne : http://www.unige.ch/ses/geo/Recherche/collecter/biblio_gene/1986/Raf_ecogenese.pdf
RAFFESTIN C., 1995, “Espace et pouvoir” in Les concepts de la géographie humaine, A Bailly (ed.), Paris :Masson.
RAFFESTIN C., « Espace, temps et frontière » Cahiers de géographie de Québec, no 18, 1974, p. 23-34. En ligne : http://www.unige.ch/ses/geo/Recherche/collecter/biblio_gene/1974/Raff_Espace.pdf
RETAILLE D., 2005, “L’espace mobile” in Le territoire est mort, Vive les territoires !, B. Antheaume & F. Giraut (eds.), Paris : IRD Éditions, 175-201.
REYNAUD A., 1979, Le concept de classe socio-spatiale, Reims : Travaux de l’Institut de géographie de Reims 38.
REYNAUD A., 1981, Société, espace et justice, Paris : PUF.
RIPOLL F. & VESCHAMBRE V., 2005a, “Le territoire des géographes. Quelques points de repère sur ses usages contemporains” in Les territoires du médiéviste, B. Cursente & M. Mousnier (dirs.), Rennes : PUR, 271-291.
ROLLAND-MAY C., 2000, Evaluation des territoires : concepts, modèle, méthodes, Paris : Hermes.
ROSIERE S., 2003, Géographie politique & Géopolitique. Une grammaire de l’espace politique, Paris : Ellipses.
SACK R., 1986, Human Territoriality. Its Theory and History, Cambridge: Cambridge University Press.
SASSEN S., 2000, “Territory and Territoriality in the Global Economy”, International Sociology 15(2), 372-393.
SCHWEITZ D., "Aux origines de la France des pays : Histoire des identités de pays en Touraine (XVIe-XXe siècle)", Paris, L’Harmattan, 2001, 463-p.-XXVII p. de pl. 
SCHWEITZ D., L’Identité traditionnelle du Vendômois : des travaux d’érudition locale à la reconnaissance d’un pays de la Vieille France (fin XVIIIe-XXe siècle), Vendôme, Éd. du Cherche-Lune, 2008, 263 p.
SCHWEITZ D., "Une vieille France : la Touraine. Territoire, patrimoines, identités (XIXe- XXe siècles)", Tours, CLD, 2010.
SIGNORET P., MOINE A., 2008 : Du territoire au territoire par l’observation, prendre en compte la diversité des territoires et adapter les méthodes et les outils, in Conférence Internationale Outils et méthodes de l'Intelligence Territoriale, Besançon France, 16 - 17 octobre 2008, 20 p. En ligne : 
SIGNORET P., MOINE A., 2008 : A concept of the territory implemented in and by observation, in Conférence Internationale Outils et méthodes de l'Intelligence Territoriale, Besançon France, 16 - 17 octobre 2008, 11 p. On line : 
SIGNORET P., 2008, “Le territoire dans les systèmes d’observation : Approche conceptuelle et perspectives”, in XLVe colloque de l’ASDRLF, Rimouski, Québec, Canada, 25 au 27 août 2008, 15 p., disponible en ligne sur : http://asrdlf2008.uqar.qc.ca/Papiers%20en%20ligne/A%20SIGNORET%20-%20ASRDLF%202008%20Rimouski.pdf
SIGNORET P., 2011, "Territoire, observation et gouvernance : outils méthodes et réalités" [en ligne], Thèse de géographie et aménagement, Besançon, Université de Franche-Comté, 383 p., http://thema.univ-fcomte.fr/IMG/pdf/P-Signoret_Territoire-Observation-Gouvernance-theseGeo.pdf
SMITH M.L., 2007, “Territories, Corridors and Networks: A Biological Model for the Premodern State”, Complexity 12(4), 28-35. 
SMOUTS M.-C. (ed.), 1996, L'international sans territoire, Cultures & Conflits 21-22.
http://www.conflits.org/index236.html
STOREY D., 2001, Territory, the claiming of space, Harlow: Pearson.
STORPER M., 1997, The Regional World: Territorial Development in a Global Economy, New York: Guilford Pub.
TAYLOR P.J., 1994, “The state as container : territoriality in the modern world-system”, Progress in Human Geography 18, 151-162.
TURCO A., 2004, “La mondialisation des territoires : échelles, logiques, durabilité” in Les territoires de la mondialisation, G. Mercier (ed.), Montréal : Presses de l’Université Laval, 59-70.
VANIER M., 2008, Le pouvoir des territoires: Essai sur l'interterritorialité, Paris : Economica.
VANIER M. & alii (dirs.), 2007, Territoires, Territorialité, Territorialisation : et après ?, Actes des entretiens de la Cité des territoires, Université Joseph Fourier, Grenoble 7 et 8 juin.
VELTZ P., 1996, Mondialisation, villes et territoires. L’économie d’archipel, Paris : PUF.
VELTZ, P., 2004, Des lieux et des liens. Politiques du territoire à l’heure de la mondialisation, La Tour d’Aigues : Ed. de l’Aube.
VESCHAMBRE V. & RIPOLL F., 2002, “Face à l’hégémonie du territoire : éléments pour une réflexion critique » in Y Jean & C. Calenge (eds.), Lire les territoires, Tours : Éditions Villes et territoires, 261-288.
VIARD J., 1994, La société d'archipel ou les territoires du village global. Paris, Éditions de l'Aube
WASTL-WALTER D. & STAEHELI L.A., 2004, “Territory, Territoriality, and Boundaries” in Mapping Women, Making Politics, L.A. Staeheli, E. Kofman & L.J. Peake (eds.), New-York: Routledge, 141-151.